# Китрея
Китрея (Китрая, тур. Değirmenlik, греч. Κυθρέα) — город и муниципалитет на Кипре, в 10 км к северо-востоку от города Никосия. Расположен на территории района Левкоша и  контролируется частично признанным государством — Турецкая Республика Северного Кипра.